# Christina Henry
Christina Henry (ur. 1974 w Nowym Jorku) – amerykańska pisarka, tworząca przede wszystkim horror oraz historie dark fantasy. Jej prawdziwe imię to Tina Raffaele. Pseudonim autorki wywodzi się z połączenia jej prawdziwego imienia oraz imion jej męża (Chris) i syna (Henry). Jej seria, Black Wings, stała się krajowym bestsellerem. Stworzyła również retellingi klasycznych opowieści dla dzieci, takie jak przetłumaczony na polski cykl The Chronicles of Alice (bazujący na historii o Alicji w Krainie Czarów), Koszmar w Nibylandii (2017) nawiązujące do Piotrusia Pana oraz Dziewczynę w czerwieni (2019) na podstawie Czerwonego Kapturka. 

## Twórczość

### CyklBlack Wings
- Black Wings (2010). Penguin US, ISBN 978-0-441-01963-2
- Black Night (2011). ACE, ISBN 978-1-937007-06-5
- Black Howl (2012). ACE, ISBN 978-1-937007-33-1
- Black Lament (2012). ACE, ISBN 978-0-425-25657-2
- Black City (2013). ACE, ISBN 978-0-425-25658-9
- Black Heart (2013). Ace Books, ISBN 978-0-425-25659-6
- Black Spring (2014). ACE, ISBN 978-0-425-26678-6

### CyklThe Chronicles of Alice
- Alicja, ang. Alice (2015). Ace, ISBN 978-0-425-26679-3, polskie wyd. Vesper, 2020

- Czerwona królowa, ang. Red Queen (2016). Ace, ISBN 978-0-425-26680-9, polskie wyd, Vesper, 2021
- Lustro, ang. Looking Glass (2020). Ace, ISBN 978-1-9848-0563-8, polskie wyd. Vesper, 2022

#### CyklThe Dark Chronicles
- Koszmar w Nibylandii, ang. Lost Boy: The True Story of Captain Hook (2017). Berkley Publishing Group, ISBN 978-0-399-58402-2, polskie wyd. Vesper, 2025
- The Mermaid (2018). Berkley Publishing Group, ISBN 978-0-399-58404-6
- Dziewczyna w czerwieni, ang. The Girl in Red (2019). Berkley Publishing Group, ISBN 978-0-451-49228-9, polskie wyd. Vesper, 2024

### Samodzielne powieści
- The Ghost Tree (2020). Berkley Books, ISBN 978-0-451-49230-2
- Near the Bone (2021). Titan Books Ltd, ISBN 978-0-593-19976-3
- Horseman (2021). Titan Publ. Group Ltd., ISBN 978-0-593-19978-7
- Into the Forest: Tales of the Baba Yaga (2022). Black Spot Books, ISBN 978-1-64548-123-2
- Good Girls Don't Die (2023). Random House N.Y., ISBN 978-0-593-63819-4
- The House That Horror Built (2024). Random House N.Y., ISBN 978-0-593-63821-7

## Odbiór
Powieść Alicja znalazła się wśród bestsellerów z gatunków science fiction oraz fantasy w księgarni Barnes & Noble w 2015. Near the Bone (2021) zdobyła nominacje do RUSA Awards - Horror Award w 2022.

### Nominacje do Goodreads Choice Award:
- Alicja (2015) w kategorii najlepszy horror, drugie miejsce[7]

- Koszmar w Nibylandii (2017) w kategorii najlepszy horror, szóste miejsce[8]
- Dziewczyna w czerwieni (2019) w kategorii najlepszy horror, trzecie miejsce[9]
- The Ghost Tree (2020) w kategorii najlepszy horror, siedemnaste miejsce[10]
- Near the Bone (2021) w kategorii najlepszy horror, czternaste miejsce[11]